# Leguaseca-Staumauer
Koordinaten: 43° 6′ 18″ N, 7° 7′ 48″ W
Die Leguaseca-Staumauer war eine Staumauer in Spanien, die 1958 erbaut und 1987 zerstört wurde. Die Talsperre, die auch „Fonsagrada-Talsperre“ genannt wurde, stand im Bezirk Fonsagrada (Provinz Lugo, Galicien) bei Vigo in Spanien.

## Die Talsperre
Die Staumauer war eine Pfeilerstaumauer (Untertyp: Gewölbereihenstaumauer) und bestand aus mehreren nebeneinander stehenden dünnen Gewölben aus Beton, die zwischen Pfeilern gespannt waren. Sie war 20 m hoch und 70 m lang. Der Baugrund bestand aus Fels. Der Stausee dieser Talsperre war relativ klein; er fasste nur 100.000 Kubikmeter. Nach anderen Angaben waren er mit 16 AF (acre-feet) gefüllt, was rund 20.000 m³ entsprechen würde.

## Versagen der Staumauer
Die Staumauer brach im März 1987. Ein Gewölbe zwischen zwei Pfeilern brach und es entstand ein Loch von 7 m² Größe, durch das der Stausee sich entleerte. Zum Zeitpunkt des Versagens war der Stausee nur wenig gefüllt. Trotzdem gab es sieben Tote.

## Ursachen
Nach dem Unglück wurde der Beton untersucht; es wurden physikalisch-mechanische, hydraulische und chemische Tests und Untersuchungen gemacht, um die Ursachen herauszufinden. Das Resultat war, dass die Qualität des Betons sich sehr verschlechtert hatte. Durch das aggressive saure und sulfatreiche Stauseewasser und das eindringende Sickerwasser war der Beton gealtert und die Bewehrung gerostet. Im Zement hatten sich Ettringit und Salze gebildet. Hinzu kamen zerstörende Effekte durch die Wechselwirkung zwischen Frost und Tauen und der Einfluss der Sonnenstrahlung, der zu starken Temperaturspannungen führte.